# جيوفاني جوزيف
جيوفاني جوزيف (13 يونيو 1989 - ) (بالإنجليزية: Giovanni Joseph)‏ هو لاعب كريكت جنوب أفريقي.

## وصلات خارجية
- جيوفاني جوزيف على موقع إي آس بي آن كريك إنفو (الإنجليزية)